# Hommelvik
Hommelvik è un villaggio della Norvegia, situato nella municipalità di Malvik, nella contea di Trøndelag.